# 白藤江の戦い (981年)
白藤江の戦い（はくとうこうのたたかい、ベトナム語：Trận Bạch Đằng / 陣白藤）は、981年にベトナムで行われた、前黎朝大越（ベトナム）軍と北宋軍との戦いである。

## 経過
980年秋、侯仁宝を総司令とした北宋軍は、水陸二つの経路で大越に侵攻した。陸上部隊は諒山の経路を、水軍は劉澄を司令官として白藤江の経路を通った。
はじめ、ベトナム側の総司令は范巨備だったが、この戦争のどさくさを利用して、出兵直前に丁朝の幼主丁璿を廃すよう王后を脅し、王位を黎桓に簒奪させた上で、抗戦の直接指揮を黎桓が取った。黎桓は敵の軍船を阻止するために植伐して白藤江に杭を打った。白藤江では攻めてくる宋水軍に杭など効果はなく、勇敢に戦ったが敗北して戦艦200を拿捕され、斬首されること千余級だった。その結果、ベトナム水軍は潰散し、宋軍の長駆侵入を許した。

## その後
黎桓は敗北の後、兵を集め北宋軍の疲弊をひたすら待った。侯仁宝将軍が油断したため、黎桓は嘘の降伏文書を送り届けて騙すことに成功、侯仁宝はこれを真の降伏文書と考えて軍備と警戒を怠り始めた。軍の警戒が弛んだところを見計らい、黎桓は夜陰に乗じて兵を大挙動かし侯仁宝の軍営を襲い、侯仁宝は戦死した。この後、戦線は膠着した。北宋軍に折しも熱病がはやり、多くの兵卒が死んだため、転運使の許仲宣が撤退を進言し、孫全興はこの進言を受けて撤退し、戦争が終結した。
後、黎桓はただちに北宋に使者を遣わし、捕虜を返還するなどの外交努力をもって関係を正常化した。